# Anna Maria Engsten

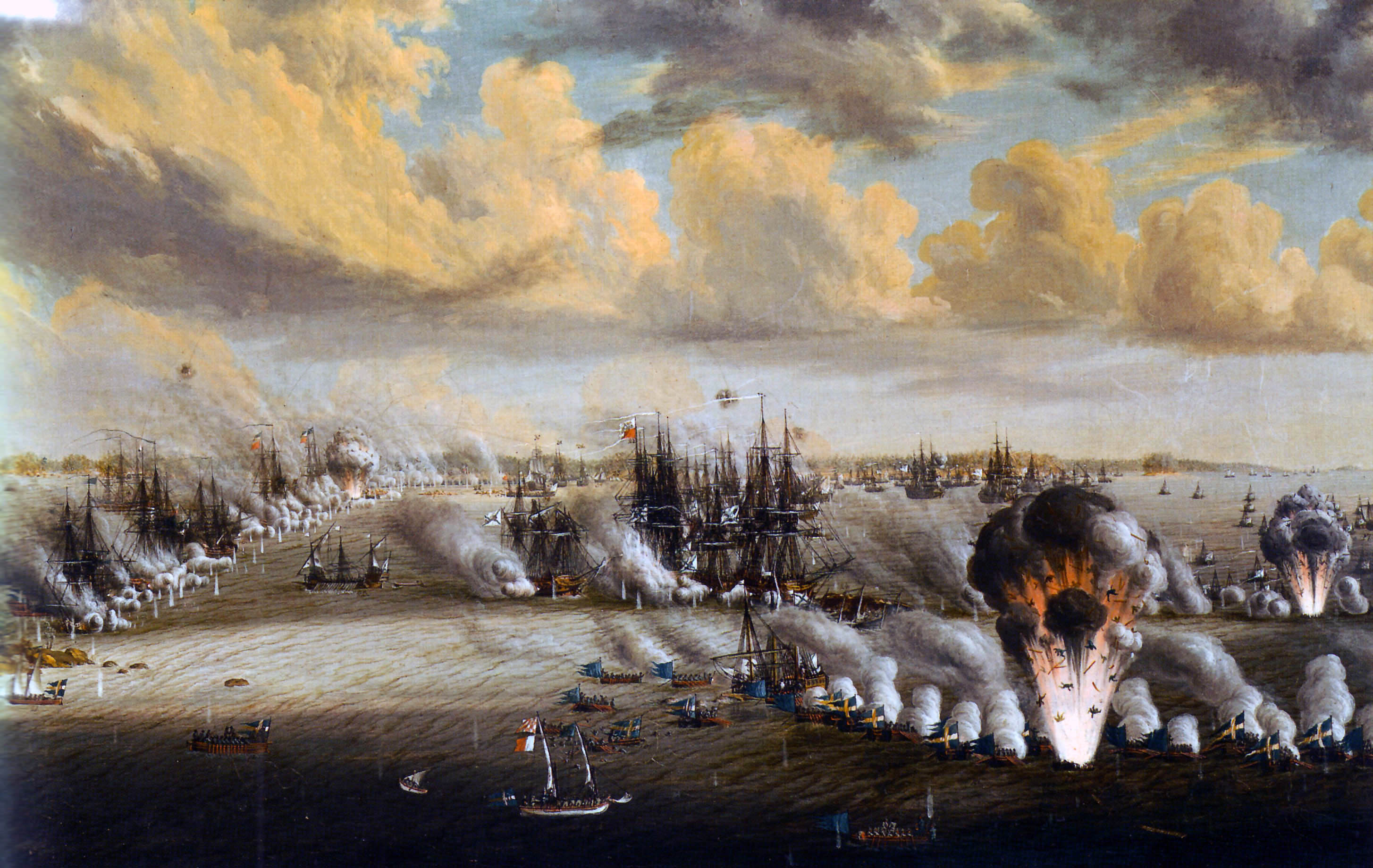
La Batalla de Svensksund

Anna Maria Jansdotter Engsten (1762 – fallecida después de 1790) fue una mujer sueca condecorada por el rey Gustavo III de Suecia con una medalla de plata por su Valor en Batalla en el Mar durante la guerra ruso-sueca de 1788–1790.
Engsten era una sirvienta del 'maestro marinero' de la flota sueca, G.A. Leijonancker. Durante la retirada de Viborg y Björkösund, fue evacuada con cinco marineros en un bote con los suministros y pertenencias del capitán. Fueron disparados por la flota rusa, matando una oveja y causando una huida general. Los marineros abandonaron la barca, pero Engsten  se quedó atrás, decidida a conducir la nave a un lugar seguro. Lo hizo sin ayuda, a pesar de que la barca requería al menos dos personas para gobernarla, misión en la que tuvo éxito. Esto fue confirmado por el comandante Scharff. Cuando se le informó al  rey sobre esto, le otorgó una medalla de plata por su valentía en una Batalla en el Mar así como una suma de 50 riksdaler, que le fueron pagados el 15 de marzo de 1791.